# Voiútino
Voiútino (en rus: Воютино) és un poble de l'óblast de Vladímir, a Rússia, segons el cens del 2010 tenia 374 habitants. Pertany al districte municipal de Mélenki.